# Georges Potié
Pour les articles homonymes, voir Potié.
Georges Potié, né le 3 septembre 1863 à Haubourdin (Nord) et décédé le 17 octobre 1937 à Loos-lez-Lille (Nord), est un homme politique français.

## Biographie
Frère d'Auguste Potié, sénateur, il est d'abord gérant des services économiques de maison centrale de Loos-lez-Lille, il devient ensuite agriculteur. Maire de Loos-lez-Lille de 1893 à 1925, il est député de la 5e circonscription de Lille de 1910 à 1914, siégeant au groupe de la Gauche radicale.

## Distinctions
- Chevalier de la Légion d'honneur par Décret du 12 mars 1921[2].

## Hommage
- Une rue de Loos-lez-Lille porte son nom[3].

## Sources
- Ressources relatives à la vie publique :   - base Léonore
  - Base Sycomore